# 萩野虔一
萩野 虔一（はぎの けんいち、1942年7月1日 - ）は、日本の政治家。三重県議会議長（議員4期）。

## 来歴
1965年、駒澤大学文学部国文学科卒業。1995年4月に三重県議会議員に初当選。その後、2011年4月までの16年間、4期わたり議員を務める。2006年5月から第100代副議長、2008年5月からは第101代議長に就任。円滑な議会運営に尽力した。
そのほか、商工労働企業常任委員長、首都機能移転・地方分権推進調査特別委員長、総務企画常任委員長、議会運営委員長、財政問題に関する政策討論会議座長を歴任。ゆとりあるワーキングスタイル実現のための諸施策の策定、地方分権推進への取り組み、県産業廃棄物税条例案などの審議、円滑で効率的な議会運営、適切な財政運営のための取り組み行う。また、2004年5月から翌年5月まで、四日市港管理組合議会議員として、四日市港の適正かつ効率的な管理運営に努めたほか、国土利用計画地方審議会委員、都市計画地方審議会委員を務めた。
2015年4月17日、県民功労賞（地方自治功労）を受賞。
三重県地方自治研究センター「市町議会の在り方に関する研究会」座長、母校の駒澤大学同窓会会長をつとめる。